# Pedro de Arenas
Pedro de Arenas (Villatobas, España, 1459-¿?) fue, según algunos documentos tardíos, un sacerdote que celebró la primera misa de América en San Salvador en 1492.

## Historia
El historiador jesuita Fidel Fita Colomé encontró una carta en la Biblioteca Nacional de España escrita por el doctor Sebastián Agraz el 13 de enero de 1648, que recoge apuntes trazados cerca del año 1520 por Juan Arinero y Montalvo, en cierta historia de la familia de los Arenas, avecindados en Villatobas.
En el documento de 1648 se dice que en el año 1479 partió de Villatobas con 20 años para visitar Roma y besar el pie al sumo pontífice en un año de jubileo concedido por Sixto IV. Allí se instaló, estudió Teología y se ordenó sacerdote en tiempo de Inocencio VIII. Luego partió de regreso a España, pero se detuvo en un pueblo cerca de Génova donde fue cura en la Iglesia de San Pedro. Cuando fue a la ciudad de Génova se encontró con Cristóbal Colón, que había ido a pedir a la República de Génova que financiase su viaje a las Indias. Luego Pedro de Arenas regresó a Villatobas, donde se encontró que habían muerto sus padres y, aunque tenía hermanos y muchos parientes, quiso irse del pueblo para ver a los Reyes Católicos, que se encontraban en Santa Fe, donde también encontró a Cristóbal Colón. Allí, Colón intentaba lograr apoyo de los Reyes Católicos para su expedición a las Indias, lo cual logró con la ayuda de un fraile franciscano, que luego se fue a su convento. Habiendo visto juntos, Pedro y Colón, la entrada de los Reyes Católicos en Granada, determinaron irse juntos a Palos de la Frontera. Colón le pidió a Pedro de Arenas que fuese su confesor y que le acompañase en su proyecto. Así lo hizo y llegaron juntos a la isla de San Salvador, donde celebró la primera misa.